# 杉山和男
杉山 和男（すぎやま かずお、1927年4月30日 - 2018年11月3日）は、日本の官僚。通商産業事務次官。

## 略歴
東京市出身。赤坂区氷川小学校（現・港区立赤坂小学校）から、1940年（昭和15年）、東京府立一中入学。以後1944年（昭和19年）、海軍経理学校に入校した所謂「短現組」を経て、第一高等学校、東京大学法学部卒業。1952年（昭和27年）、通商産業省入省。同期にはマツダ社長となる古田徳昌、並木信義（評論家、名古屋市大教授）、小松国男（通産審議官）、勝谷保（中小企業庁長官、国際石油開発相談役）、小島英敏（経企事務次官）、谷村昭一（経企事務次官、日商専務理事）、服部典徳（工業技術院総務部長）、倉部行雄（防衛庁装備局長）などがいる。
1974年（昭和49年）、機械情報産業局総務課長に就任後は、次官レースに乗り、官房秘書課長、通商政策局経済協力部長、機械情報局次長、官房長、産業政策局長を経て、1982年（昭和57年）、通産事務次官に就任。この頃より、GATT憲章の産業の国際分業及び自由貿易に照らした、いわゆる非関税障壁に対する貿易摩擦及びジャパンバッシングが激化し、小松国男通産審議官らと対米交渉の矢面に立つ。
退官後は、興銀顧問、通産省顧問、新日鉄副社長、電源開発社長、日本コンベンションセンター社長、2003年（平成15年）から、前理事長佃近雄（元日本貿易振興機構（ジェトロ）パリセンター所長、通産官僚）の逝去を受けて、ジェトロ傘下の一般財団法人・国際貿易投資研究所理事長に就任。
2001年、勲一等瑞宝章受章。
2018年11月3日に肺炎のため死去。91歳没。叙正四位。

## その他
- 東京都立一中では、山口光秀（大蔵事務次官）、筧栄一（検事総長）、手島冷志（駐伊大使、外務審議官）、柳健一（駐韓大使）、岡島和男（日本住宅金融会長、中国財務局長）、出光昭介（出光興産会長）らと同期であった[6]。また、国際貿易投資研究所で発行している「季刊 国際貿易と投資」で掲載された随想が、小冊子形式の「歴史と教訓 -太平洋戦争についての一考察-」としてまとめられたが、そこにおいて先の大戦を振り返り、自らの体験を下に独自の考察･意見を展開している。